# 科里·布莱克威尔
科里·布莱克威尔（英語：Cory Blackwell，1963年3月27日—），美国NBA联盟职业篮球运动员。他在1984年的NBA选秀中第2轮第4顺位被西雅图超音速选中。